# تيري براون (لاعب كرة قدم)
تيري براون (بالإنجليزية: Terry Brown)‏ (15 مارس 1964 بسانت لويس في الولايات المتحدة - ) هو لاعب كرة قدم أمريكي في مركز الهجوم. لعب مع Cincinnati Silverbacks ‏ وSt. Louis Ambush (1992–2000) ‏ وSt. Louis Kutis S.C. ‏ وسانت لويس ستورم ‏.